# Alex Hershaft
Alex Hershaft (Varsavia, 1º luglio 1934) è un imprenditore, chimico e attivista statunitense per i diritti degli animali da allevamento.

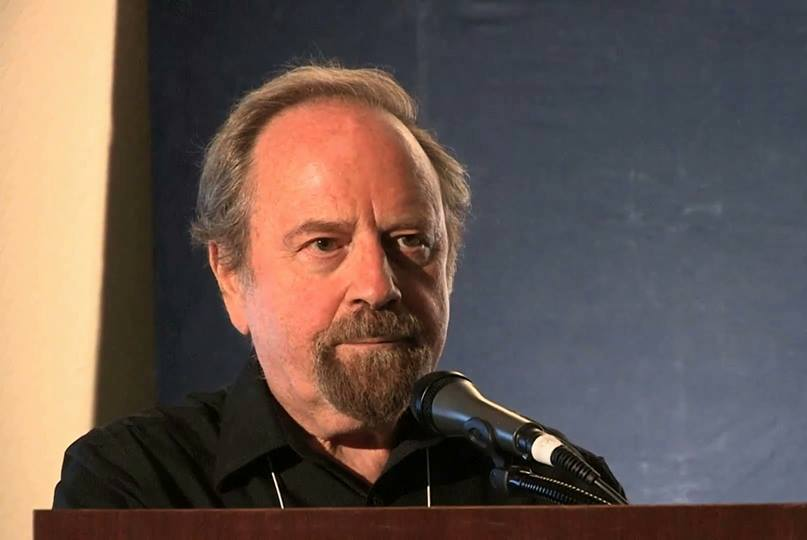
Alex Hershaft all'Animal Rights National Conference 2014

È co-fondatore e presidente del Farm Animal Rights Movement (F.A.R.M.), organizzazione fondata nel 1976 negli Stati Uniti e dedicata alla promozione e difesa dei diritti degli animali allevati per scopi alimentari. Precedentemente ha avuto una carriera trentennale nella scienza dei materiali e nella consulenza ambientale, nonché un ruolo di primo piano nei movimenti per la libertà religiosa e la qualità dell'ambiente.
Sopravvissuto all'Olocausto, è noto per aver confrontato il trattamento inflitto agli animali e la loro industrializzazione con il trattamento subìto dagli esseri umani nei campi di concentramento nazisti.

## Biografia
Hershaft nacque a Varsavia, in Polonia, il 1º luglio 1934 da Jozef e Sabina Herszaft, entrambi ebrei abbastanza assimilati. La madre era una matematica, il padre un chimico dell'Università di Varsavia che studiava le proprietà dell'acqua pesante (usata come refrigerante per i reattori nucleari) con il suo collega Józef Rotblat.
Gli scienziati occidentali hanno iniziato a riconoscere le potenzialità di sfruttamento dell'energia nucleare, ed entrambi i ricercatori hanno ricevuto visti per continuare il loro lavoro nel Regno Unito e negli Stati Uniti.
Rotblat partì per la Gran Bretagna poco prima che Hitler invadesse la Polonia nel 1939 e successivamente ricevette il Nobel per la pace nel 1995 per la sua successiva opposizione agli armamenti nucleari. Hershaft chiese ripetutamente i visti per sua moglie e suo figlio ma arrivarono troppo tardi: nel 1940, con lo scoppio della guerra, la famiglia di Hershaft, assieme ai genitori di Sabina e alla loro domestica russa Yuliana, fu confinata dai nazisti nel ghetto, proprio di fronte alla famigerata prigione di Pawiak. Ma alla fine del 1942, quando i nazisti iniziarono a rastrellare il ghetto e a deportare gli ebrei nel campo di sterminio di Treblinka, riuscirono a rifugiarsi nella zona riservata ai cristiani. Nell'agosto 1944, in seguito alla rivolta nel ghetto, Alex e sua madre furono separati: Sabina fu deportata in un campo di lavoro forzato, il figlio fu invece mandato in un orfanotrofio fino alla liberazione da parte degli Alleati nella primavera del 1945. Poco dopo la fine della guerra, Sabina, sopravvissuta alla prigionia, lo ritrovò e si riunirono, dopodiché trovarono rifugio in Italia trascorrendo cinque anni in un campo profughi. Nel gennaio 1951, la madre emigrò in Israele (dove visse fino alla propria morte avvenuta nel 1996) mentre il sedicenne Alex si trasferì negli Stati Uniti.
Hershaft ha ricevuto il suo baccellierato nel 1955 dall'Università del Connecticut, dove è stato attivo nel consiglio studentesco, nel giornalino dell'istituto e nella squadra di calcio. Ha proseguito i propri studi di chimica dei polimeri presso l'Istituto Politecnico di Brooklyn. Nel 1961 ha ottenuto un dottorato di ricerca in chimica inorganica dall'Università statale dell'Iowa e fu impiegato presso i Laboratori Ames della Commissione dell'Energia Atomica. Nello stesso anno, poco dopo essere ritornato in Israele, divenne vegetariano e a novembre organizzò una grande manifestazione a Tel Aviv che portò alla formazione della Lega per l’Abolizione della Coercizione Religiosa in Israele, un movimento che cercava di porre fine alla repressione dell’ebraismo secolare, riformista e conservatore, così come dei matrimoni misti attuati dalle autorità ortodosse radicate.

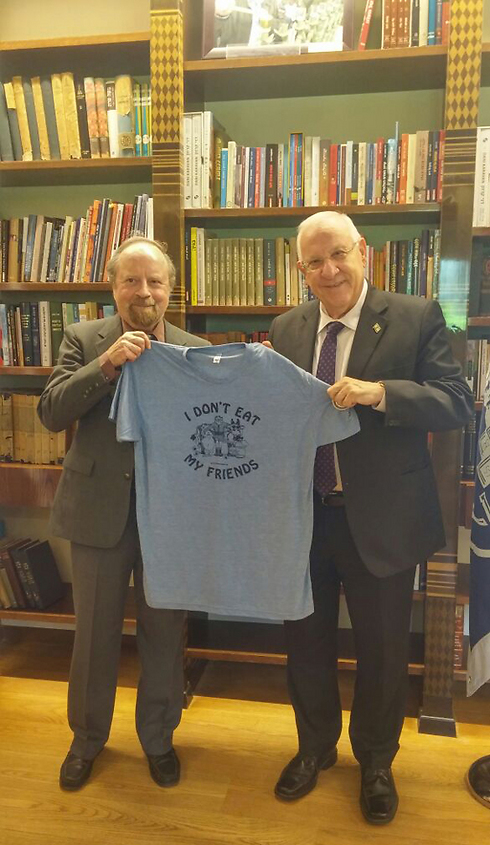
Hershaft con il Presidente israeliano Reuven Rivlin nel maggio 2015 mentre sollevano una maglietta con sopra scritto I Don't Eat My Friends (Non mangio i miei amici)

Diede inizio alla propria carriera scientifica al Technion di Haifa, dove insegnò corsi di laurea in cristallografia a raggi X. Trascorse poi un anno a dirigere il dipartimento di chimica presso l'Istituto Israeliano per la Traduzione Scientifica di Gerusalemme. Nel 1963 decise di cedere la propria leadership della Lega per l’Abolizione della Coercizione Religiosa a Uzzi Ornan e agli altri suoi vice israeliani, mentre tornava negli Stati Uniti per cercare sostegno per l'organizzazione. Nello stesso anno, una volta ritornato negli Stati Uniti, agì come consulente per le operazioni navali al Centro per le Analisi Navali di Arlington, in Virginia. Due anni dopo, divenne membro del consiglio direttivo dell'American Humanist Association, un'organizzazione nazionale che sostiene la capacità e la responsabilità degli esseri umani di condurre una vita etica e appagante senza dover fare riferimento a un essere soprannaturale.
Nel 1967, Hershaft entrò a far parte nella Grumman Aerospace Corporation di Bethpage, nello stato di New York, con l'incarico di esaminare potenziali aree di nuovi affari nel controllo dell'inquinamento dell'aria e dell'acqua e nella gestione dei rifiuti solidi. Dopo gli sconvolgimenti della guerra dei sei giorni, la causa della libertà religiosa in Israele fu presa in carico dal Ratz, attualmente conosciuto come Meretz. Nel 1969, l'anno precedente alla prima Giornata della Terra, inaugurò e gestì l'Environmental Technology Seminar, un forum regionale per lo studio e la discussione di questioni ambientali tri-statali, comprendenti New York, New Jersey e Delaware.
Nel 1972 si trasferì a Washington ed entrò a far parte della società di consulenza Booz Allen Hamilton a Bethesda, nel Maryland, per valutare le alternative di gestione delle acque, impatti di centrali elettriche e linee di trasmissione, nonché i costi e i benefici dei dati dell'Earth Resources Technology Satellite.
Hershaft trascorse altri due anni dirigendo studi ambientali per l'Agenzia Statunitense per la Protezione Ambientale e il Consiglio per la Qualità Ambientale assieme a due ex-società di consulenza: Enviro Control e l'Interstate Electronics Corporation.
Nell'agosto del 1975, anno in cui visitò un mattatoio, si unì al movimento vegetariano dopo aver partecipato al World Vegetarian Congress tenutasi a Orono, nel Maine, e aver incontrato H. Jay Dinshah. L'anno seguente fondò il Vegetarian Information Service allo scopo di diffondere informazioni circa i benefici della dieta vegetariana e, nello stesso anno, partecipò alle udienze dinnanzi al Senate Select Committee on Nutrition and Human Needs, che portarono alla pubblicazione della Dietary Goals for the United States ed, infine, alla pubblicazione periodica della Dietary Guidelines for Americans.
Successivamente, testimoniò dinnanzi al Congresso statunitense a favore del National Consumer Nutrition Information Act e del Federal Meat Inspection Act del 1978. Nello stesso anno rinunciò al posto dell'American Humanist Association e in quel periodo organizzò anche diverse conferenze sulle strategie per promuovere il vegetarianismo. Alcuni partecipanti, influenzati dal trattato Liberazione animale di Peter Singer, ritennero che l'ambito di queste riunioni dovesse essere ampliato per includere discussioni sui diritti degli animali.
Tra il 1977 e il 1981, lavorò come scienziato senior presso la Mitre Corporation a McLean, in Virginia, studiando le emissioni di vari combustibili per riscaldamento e preparando protocolli per la valutazione e la bonifica di siti di rifiuti pericolosi come parte del programma statunitense Superfund.

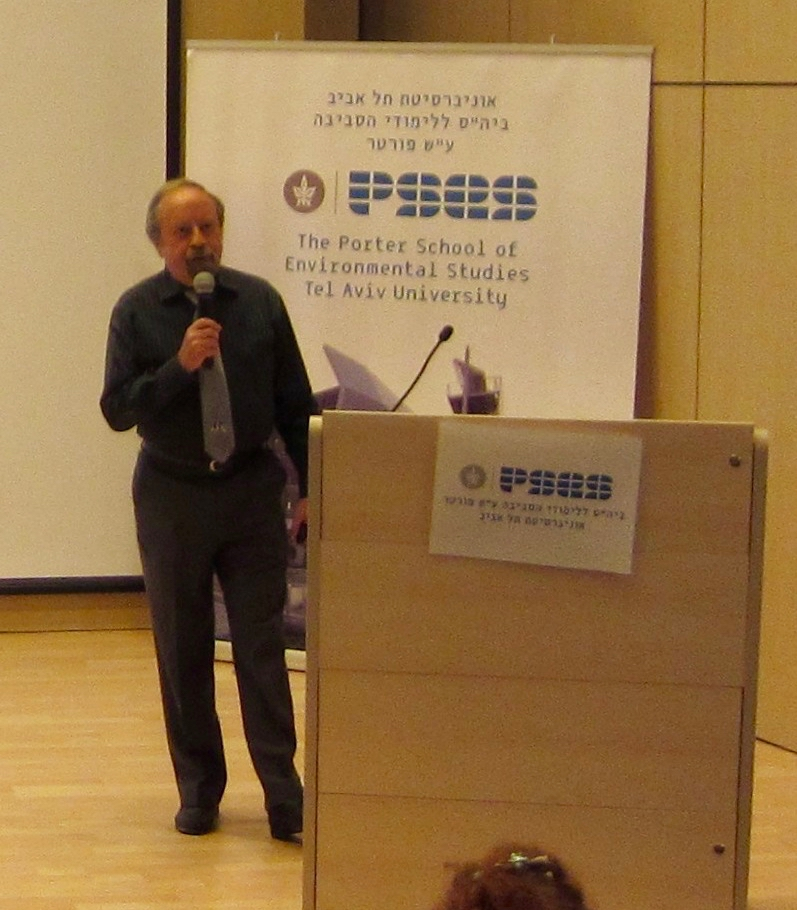
Hershaft durante una conferenza del Farm Animal Rights Movement presso l'Università di Tel Aviv nel maggio 2015

Nell'estate del 1981, Hershaft organizzò l'Action For Life, una conferenza nazionale tenutasi al Cedar Crest College di Allentown, in Pennsylvania, che lanciò di fatto il movimento animalista negli Stati Uniti. Tra i partecipanti erano presenti alcuni pionieri dell'animalismo tra cui Cleveland Amory, Ingrid Newkirk, Alex Pacheco, Peter Singer, Henry Spira e Gretchen Wyler, così come il conduttore radiofonico Thom Hartmann. Subito dopo la conferenza, Hershaft, su suggerimento di Robin Hur (all'epoca ricercatore associato della Harvard Business School di Boston), decise di diventare vegano, dopodiché modificò il nome della Vegetarian Information Service in Farm Animal Rights Movement (F.A.R.M.) con l'obiettivo di promuovere i diritti degli animali e uno stile di vita plant-based. Tali conferenze continuarono poi per altri sette anni a San Francisco (1982), a Montclair (New Jersey, 1983), a Los Angeles (1985), a Chicago (1986), a Cambridge (Massachusetts, 1987) e a Washington (1984 e 1991).
(Alex Hershaft, 2 ottobre 2015)
In veste di presidente del F.A.R.M., ha inaugurato il 2 ottobre 1983 la Giornata Mondiale degli Animali da Allevamento (data che coincide con il giorno del compleanno del Mahatma Gandhi), la Great American Meatout nel 1985, Letters from F.A.R.M. nel 1996, il secondo ciclo di conferenze nazionali sui diritti degli animali nel 1997, il Sabina Fund nel 1999 e il Pay Per View (attualmente 10 Billion Lives) nel 2011.
A partire dal 2015 ha iniziato a testimoniare sulle numerose analogie tra l'Olocausto e lo sfruttamento degli animali, in particolare le dimensioni e l'efficienza delle operazioni, le rispettive strutture del personale, la segretezza circostante, l'utilizzo di carri bestiame per il trasporto dei deportati, gli atti crudeli che precedono la morte e le arbitrarie norme sociali che inducono le persone comuni a perpetrare o consentire tali azioni. Nel corso di questo periodo organizzò diversi tournée di conferenze in vari paesi quali Israele, Germania, Polonia, Regno Unito e Stati Uniti e la maggior parte di esse appaiono visibili su YouTube.

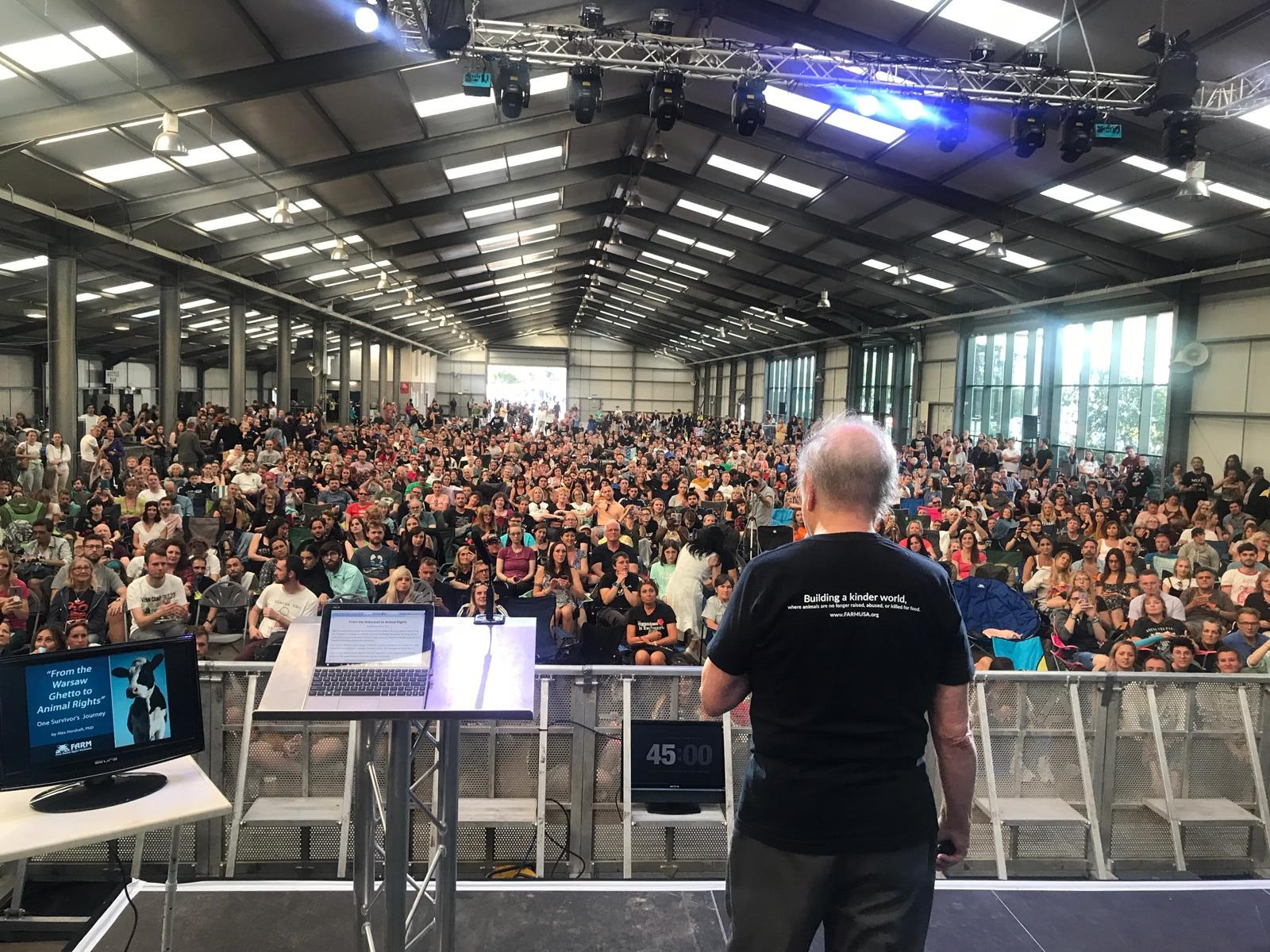
Alex Hershaft al Vegan Camp Out di Newark-on-Trent il 1º settembre 2019

Nel 2020 ha rinunciato alla gestione giornaliera dell'organizzazione cedendola al direttore esecutivo Eric Lindstrom; attualmente è membro del consiglio consultivo di Jewish Veg.
Hershaft ha scritto diverse centinaia di lettere ai direttori di vari giornali sui benefici dell'alimentazione vegana. Alle conferenze nazionali sui diritti animali, tiene lezioni riguardanti la crescita personale, la leadership, il cambiamento sociale, le strategie di campagna e la fondazione di movimenti.

## Vita privata
Hershaft incontrò Eugenie Krystal mentre lavorava presso l'Istituto Israeliano per la Traduzione Scientifica e si sposarono a Gerusalemme nel 1962. La coppia ebbe una figlia, Monica Larissa, nata nel 1966 e divorziò nel 1979. Monica, dopo essersi ripresa da una malattia durata dieci anni, aprì nel 2008 un centro benessere olistico per la salute e la nutrizione a Los Angeles. Attualmente risiede a Bethesda.
È stato fisicamente attivo nel corso della propria vita, giocando a calcio presso varie squadre scolastiche, correndo maratone nei primi anni '80 e, recentemente, dedicandosi settimanalmente al nuoto e alle danze popolari.

## Riconoscimenti

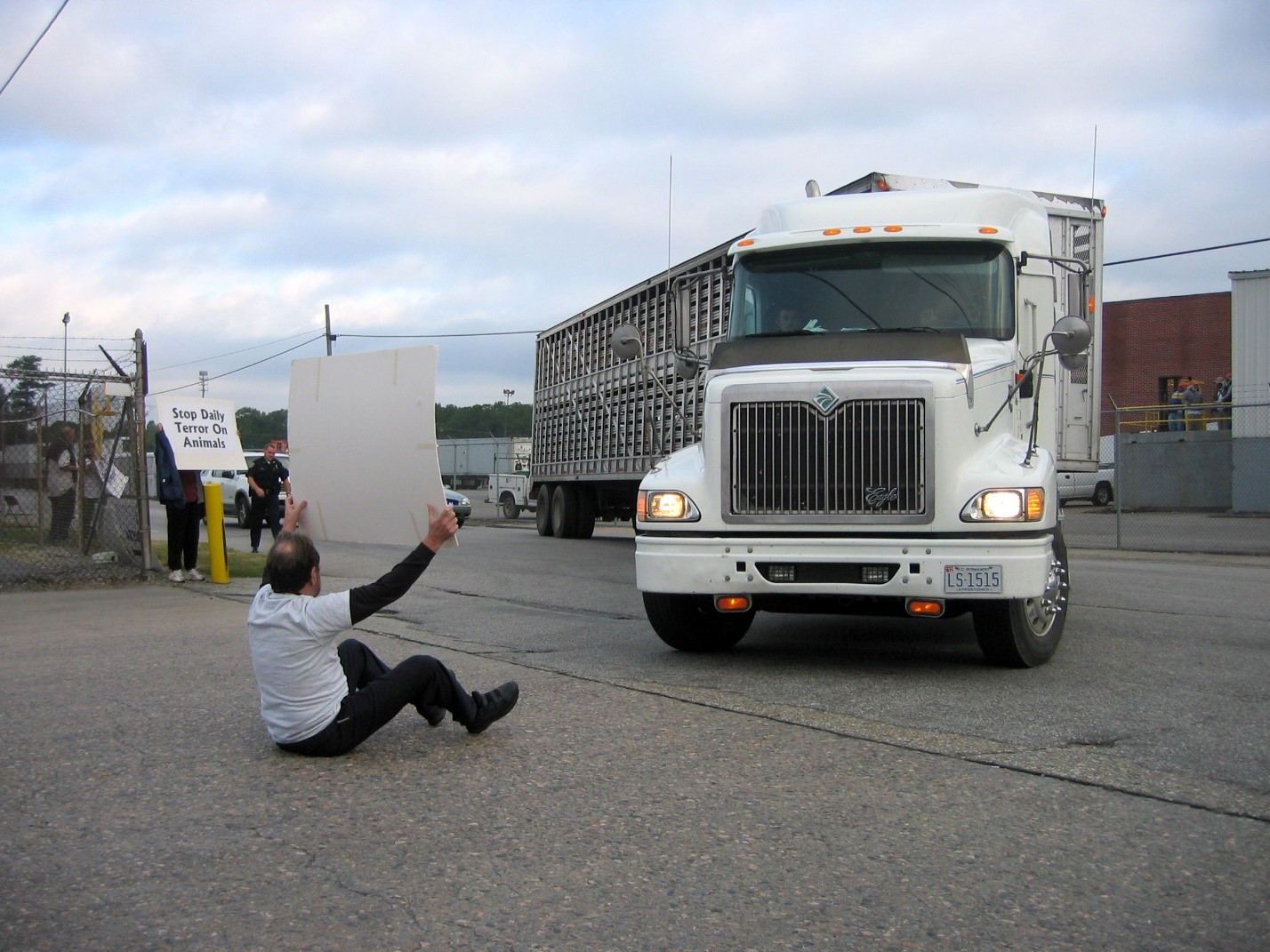
Hershaft blocca un camion da trasporto bestiame durante una manifestazione davanti all'ingresso di un mattatoio di Smithfield, Virginia, nell'agosto 2005

Hershaft è stato citato nel Marquis Who's Who, nell'American Men and Women of Science e in altre directories biografiche. Nell'estate 1998 e nel 2001 venne inserito rispettivamente nella Vegetarian Hall of Fame della North American Vegetarian Society e nella Animal Rights Hall of Fame.
Tra il 1984 e il 2000, ha fatto parte del consiglio direttivo dell'Unione Vegetariana Internazionale (di cui è anche socio onorario) e tra il 2001 e il 2009 è stato membro del consiglio amministrativo di In Defense of Animals di San Rafael, in California.